# Nance
Nance ist eine französische Gemeinde im Département Jura in der Region Bourgogne-Franche-Comté. Sie gehört zum Arrondissement Lons-le-Saunier und zum Kanton Bletterans. 
Die Nachbargemeinden sind Chapelle-Voland im Norden, Relans im Osten, Bletterans im Süden und Cosges im Westen.
Durch Nance führt die Départementsstraße D470, genannt Rue du Bourgogne.

## Bevölkerungsentwicklung
| Jahr                       | 1962 | 1968 | 1975 | 1982 | 1990 | 1999 | 2008 | 2017 |
| -------------------------- | ---- | ---- | ---- | ---- | ---- | ---- | ---- | ---- |
| Einwohner                  | 210  | 247  | 280  | 330  | 395  | 429  | 483  | 519  |
| Quellen: Cassini und INSEE |      |      |      |      |      |      |      |      |

|  |  |